# Gibson Nighthawk
 (décembre 2022).
 (décembre 2022).
La mise en forme du texte ne suit pas les recommandations de Wikipédia : il faut le « wikifier ».
Les points d'amélioration suivants sont les cas les plus fréquents. Le détail des points à revoir est peut-être précisé sur la page de discussion.
- Les titres sont pré-formatés par le logiciel. Ils ne sont ni en capitales, ni en gras.
- Le texte ne doit pas être écrit en capitales (les noms de famille non plus), ni en gras, ni en italique, ni en « petit »…
- Le gras n'est utilisé que pour surligner le titre de l'article dans l'introduction, une seule fois.
- L'italique est rarement utilisé : mots en langue étrangère, titres d'œuvres, noms de bateaux, etc.
- Les citations ne sont pas en italique mais en corps de texte normal. Elles sont entourées par des guillemets français : « et ».
- Les listes à puces sont à éviter, des paragraphes rédigés étant largement préférés. Les tableaux sont à réserver à la présentation de données structurées (résultats, etc.).
- Les appels de note de bas de page (petits chiffres en exposant, introduits par l'outil «  Source ») sont à placer entre la fin de phrase et le point final[comme ça].
- Les liens internes (vers d'autres articles de Wikipédia) sont à choisir avec parcimonie. Créez des liens vers des articles approfondissant le sujet. Les termes génériques sans rapport avec le sujet sont à éviter, ainsi que les répétitions de liens vers un même terme.
- Les liens externes sont à placer uniquement dans une section « Liens externes », à la fin de l'article. Ces liens sont à choisir avec parcimonie suivant les règles définies. Si un lien sert de source à l'article, son insertion dans le texte est à faire par les notes de bas de page.
- La présentation des références doit suivre les conventions bibliographiques. Il est recommandé d'utiliser les modèles {{Ouvrage}}, {{Chapitre}}, {{Article}}, {{Lien web}} et/ou {{Bibliographie}}. Le mode d'édition visuel peut mettre en forme automatiquement les références.
- Insérer une infobox (cadre d'informations à droite) n'est pas obligatoire pour parachever la mise en page.

Pour une aide détaillée, merci de consulter Aide:Wikification.
Si vous pensez que ces points ont été résolus, vous pouvez retirer ce bandeau et améliorer la mise en forme d'un autre article.
Pour les articles homonymes, voir Nighthawk (homonymie).
La Gibson Nighthawk est une gamme de guitares électriques, construite par Gibson. La Nighthawk, produite à partir de 1993, se veut être une évolution radicale des Gibson traditionnelles, parce qu'elle a des caractéristiques ressemblant à celles des guitares Fender. La Nighthawk ressemble superficiellement à la Les Paul, la guitare solid-body la plus connue de Gibson. La table est en érable et le corps en acajou.

## Modèles
La gamme Nighthawk comprend trois modèles réguliers et deux éditions spéciales.

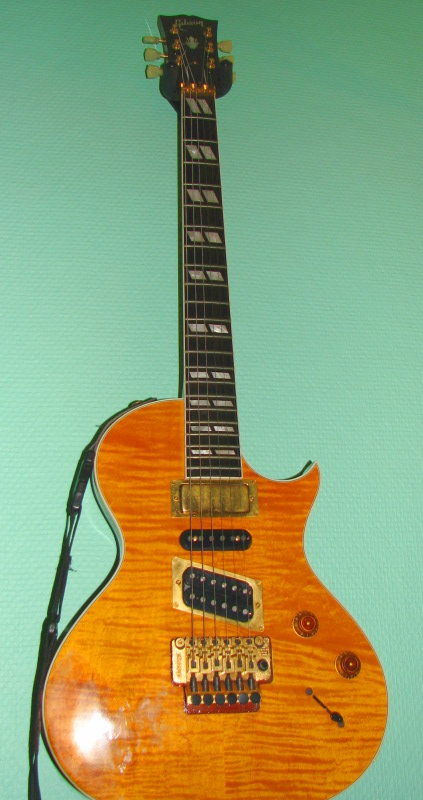
Nighthawk Standard 3 micros avec Floyd Rose.

### Modèles standard
- La Nighthawk Custom a un corps et un manche en acajou, une table en érable flammé et une touche en ébène. Proposée en trois coloris, antique natural, fireburst et translucent amber.
- La Nighthawk Standard a un corps et un manche en acajou, une table en érable et une touche en palissandre. Proposée en trois coloris, fireburst, translucent amber et vintage sunburst.
- La Nighthawk Special a un corps et un manche en acajou et une touche en palissandre. La couleur est unie et opaque, pour un budget plus réduit, avec un prix d’environ deux cents dollars inférieur à une Nighthawk Standard. Les trois coloris proposés sont ebony, heritage cherry et vintage sunburst.

### Éditions spéciales
- La Landmark Series est un modèle plus avancé de Nighthawk. Elle reçoit deux M-Series Mini-humbucker au lieu de l'habituel duo M-series mini-humbucker et M-Series Slanted humbucker.
- La The Hawk est la variante la moins onéreuse des Nighthawk. Elle est équipée de traditionnels humbuckers en Alnico au lieu des M-series de la Nighthawk, et est plus simple que la Special.

## Microphones et contrôles
Il y a deux options dans les séries Nighthawk Custom, Standard, et Special : la version de base, à deux micros, et la version à trois micros qui ajoute un micro NSX Single Coil (à simple bobinage) en position centrale. La version à deux micros propose cinq variétés tonales, alors que la version à trois micros en a dix, grâce au bouton de tonalité à commutateur pousser/tirer. Lorsque le bouton de tonalité est enfoncé, les humbuckers fonctionnent normalement, par contre lorsqu'il est tiré vers le haut, ils agissent en simples bobinages, ce qui donne à la Nighthawk un son plus proche des guitares Fender.

## Similitudes avec les guitares Fender
La Gibson Nighthawk se rapproche de certaines guitares Fender dans plusieurs domaines.
Les humbuckers inclinés, placés au chevalet, ont un niveau de sortie plus bas que les humbuckers traditionnels et délivrent un son brillant et précis, similaire à ceux de la Telecaster ou de la Stratocaster. Le micro manche (mini-humbucker) est plus puissant, avec un son plus doux et chaud, que le micro chevalet au son très brillant, proche du micro manche d'une Stratocaster. Le micro central de certaines Nighthawk est pratiquement identique au micro simple bobinage central de la Stratocaster et adopte un son là aussi très proche.
Son corps de petites dimensions et son système de chevalet à cordes traversantes rappellent ceux des Telecasters.
Certaines Custom sont équipées d'un vibrato bloquant sous licence Floyd Rose au lieu des habituels Gibson Vibrola et Bigsby (en) généralement utilisés sur les LesPaul et autres modèles de Gibson. Le vibrato Floyd Rose est relativement proche des trémolos Fender qui équipent la majorité des Stratocasters, qui utilisent rarement un vibrato bloquant.
La Nighthawk se distingue aussi par son diapason : si Gibson utilise généralement un diapason de 24 3/4", la Nighthawk a un diapason de 25 1/2" que l'on retrouve le plus souvent sur de nombreuses Fender, notamment les Stratocaster et Telecaster.